# Dicranomyia galapagoensis
Dicranomyia galapagoensis är en tvåvingeart som först beskrevs av Alexander 1962.  Dicranomyia galapagoensis ingår i släktet Dicranomyia och familjen småharkrankar. Inga underarter finns listade i Catalogue of Life.